# Metahomaloptera
Metahomaloptera is een geslacht van straalvinnige vissen uit de familie van de steenkruipers (Balitoridae).

## Soorten
- Metahomaloptera longicauda Yang, Chen & Yang, 2007
- Metahomaloptera omeiensis Chang, 1944